# Tarragonès
Tarragonès (hiszp. Tarragonés) – comarca (powiat) w prowincji Tarragona, w Katalonii, w Hiszpanii. 60% z 181 374 mieszkańców mieszka w stolicy comarki, w Tarragonie. Powiat ma powierzchnię 317,1 km².